# Pelotas (tiểu vùng)
Pelotas là một tiểu vùng thuộc bang Rio Grande do Sul, Brasil. Tiều vùng này có diện tích 10317 km², dân số năm 2007 là 473244 người.